# La Estrada (parroquia)
La Estrada (llamada oficialmente San Paio da Estrada) es una parroquia del municipio de La Estrada, en la provincia de Pontevedra, Galicia, España, y una localidad de dicha parroquia, capital del ayuntamiento.

## Contexto geográfico
La parroquia limita con las de Matalobos, Toedo, Ouzande, Lagartones, Aguiones, Guimarey y Rubín.

## Evolución demográfica
En 1842 tenía una población de hecho de 151 personas. En los veinte años que van de 1986 a 2006 la población pasó de 6445 a 8619 personas, lo cual significó un aumento del 33,73%.